# فهرست مناطق حفاظت‌شده ایران
فهرست مناطق حفاظت‌شدهٔ ایران شامل مناطق حفاظت‌شده در ایران است که از سوی سازمان حفاظت محیط زیست به عنوان یکی از منطقه‌های چهارگانهٔ حفاظت محیط زیست تعیین شده‌اند.

## فهرست
| فهرست مناطق حفاظت‌شدهٔ ایران | فهرست مناطق حفاظت‌شدهٔ ایران     | فهرست مناطق حفاظت‌شدهٔ ایران | فهرست مناطق حفاظت‌شدهٔ ایران | فهرست مناطق حفاظت‌شدهٔ ایران |
| ردیف                       | نام                            | مساحت (هکتار)              | استان                      | تاریخ تصویب                |
| -------------------------- | ------------------------------ | -------------------------- | -------------------------- | -------------------------- |
| ۱                          | ارژن و پریشان                  | ۵۶۷۹۳                      | فارس                       | ۱۳۶۱/۶/۲۱                  |
| ۲                          | ارس سیستان                     | ۱۴۴۰۰۸                     | خراسان رضوی                | ۱۳۷۸/۱۰/۱۵                 |
| ۳                          | ارسباران                       | ۷۷۴۹۹                      | آذربایجان شرقی             | ۵۲/۰۹/۲۰                   |
| ۴                          | اساس                           | ۴۳۱۴                       | مازندران                   | ۱۳۸۰/۷/۲۵                  |
| ۵                          | اشترانکوه                      | ۸۱۶۹۲                      | لرستان                     | ۱۳۴۹/۶/۱۷                  |
| ۶                          | افتخاری                        | ۶۶۷۸۹                      | خراسان رضوی                | ۱۳۸۶/۱۱/۱۲                 |
| ۷                          | البرز مرکزی                    | ۳۹۸۵۹۲                     | تهران و مازندران           | ۹۹/۱۱/۰۶                   |
| ۸                          | الله‌اکبر                       | ۳۸۴۷۵                      | خراسان رضوی                | ۱۳۹۱/۱/۶                   |
| ۹                          | الموت                          | ۴۲۹۳۴                      | قزوین                      | ۹۵/۱۲/۲۴                   |
| ۱۰                         | الوند                          | ۸۲۴۹                       | مرکزی                      | ۱۳۸۱/۳/۲۱                  |
| ۱۱                         | امروله و دالاخانی              | ۲۴۰۳۱                      | کرمانشاه                   | ۹۹/۱۱/۰۶                   |
| ۱۲                         | انزان                          | ۳۴۵۲۹                      | اردبیل                     | ۹۹/۱۱/۰۶                   |
| ۱۳                         | انگوران                        | ۹۳۰۹۵                      | زنجان                      | ۱۳۵۴/۵/۲۱                  |
| ۱۴                         | آبشار شیرگاه                   | ۳۶۵۵                       | مازندران                   | ۱۳۷۸/۱۰/۱۵                 |
| ۱۵                         | آبشار مارگون                   | ۳۱۹۵                       | فارس                       | ۹۷/۰۹/۱۷                   |
| ۱۶                         | آرک و کرنگ                     | ۲۴۳۹۱                      | خراسان جنوبی               | ۱۳۸۵/۱/۱۹                  |
| ۱۷                         | آق‌داغ                          | ۹۳۷۲۴                      | اردبیل                     | ۹۷/۰۹/۱۰                   |
| ۱۸                         | آلموبلاغ                       | ۹۶۷۱                       | همدان                      | ۹۹/۱۱/۰۶                   |
| ۱۹                         | باشگل                          | ۲۵۴۷۰                      | قزوین                      | ۱۳۷۵/۱۱/۲۷                 |
| ۲۰                         | باغ شادی                       | ۱۰۸۰۳                      | یزد                        | ۱۳۸۴/۲/۱۴                  |
| ۲۱                         | باغ کشمیر                      | ۲۰۲۸۴                      | خراسان رضوی                | ۱۳۷۸/۱۰/۱۵                 |
| ۲۲                         | باقران                         | ۱۳۵۵۱                      | خراسان جنوبی               | ۹۸/۰۴/۲۵                   |
| ۲۳                         | باهوکلات                       | ۵۶۱۵۰۲                     | سیستان و بلوچستان          | ۱۳۹۷/۹/۲۵                  |
| ۲۴                         | بحر آسمان                      | ۱۱۹۱۳۴                     | کرمان                      | ۹۷/۰۵/۰۶                   |
| ۲۵                         | بدر و پریشان                   | ۴۲۲۳۸                      | کردستان                    | ۱۳۸۵/۱/۱۹                  |
| ۲۶                         | برم فیروز                      | ۱۷۷۳۱                      | فارس                       | ۹۸/۱۰/۱۵                   |
| ۲۷                         | بزقوش                          | ۴۹۵۹۰                      | آذربایجان شرقی             | ۹۹/۱۱/۰۶                   |
| ۲۸                         | بلس‌کوه                         | ۱۱۲۳۴                      | مازندران                   | ۱۳۸۰/۷/۲۵                  |
| ۲۹                         | بهرام گور                      | ۳۷۲۱۷۵                     | فارس                       | ۱۳۸۶/۱۱/۱۲                 |
| ۳۰                         | بوزین و مرخیل                  | ۲۵۴۰۶                      | کرمانشاه                   | ۱۳۷۸/۱۰/۱۵                 |
| ۳۱                         | بولا                           | ۳۷۵۹                       | مازندران                   | ۱۳۷۸/۱۰/۱۵                 |
| ۳۲                         | بیجار                          | ۳۱۷۵۸                      | کردستان                    | ۱۳۶۱/۶/۲۱                  |
| ۳۳                         | بیدوئیه                        | ۱۵۶۰۵۵                     | کرمان                      | ۱۳۷۵/۱۱/۲۷                 |
| ۳۴                         | بیرمی                          | ۲۵۷۳۰                      | بوشهر                      | ۹۶/۱۲/۰۲                   |
| ۳۵                         | بیستون                         | ۵۶۱۳۹                      | کرمانشاه                   | ۱۳۵۴/۰۴/۲۱                 |
| ۳۶                         | بینالود                        | ۶۴۳۹۹                      | خراسان رضوی                | ۱۳۸۹/۷/۱۱                  |
| ۳۷                         | پرزوئیه                        | ۱۲۳۹۳۷                     | هرمزگان                    | ۹۹/۱۱/۰۶                   |
| ۳۸                         | پرور                           | ۵۸۵۰۶                      | سمنان                      | ۱۳۵۵/۵/۶                   |
| ۳۹                         | پروند                          | ۲۱۴۲۱                      | خراسان رضوی                | ۱۳۸۹/۹/۲۹                  |
| ۴۰                         | پترگان                         | ۱۲۶۹۱۴                     | خراسان جنوبی               | ۹۹/۱۱/۰۶                   |
| ۴۱                         | پلنگ‌دره                        | ۳۴۱۲۶                      | قم                         | ۱۳۸۹/۱۱/۱۱                 |
| ۴۲                         | تالاب سد نوروزلو               | ۸۲۶                        | آذربایجان غربی             | ۹۹/۱۱/۰۶                   |
| ۴۳                         | تخت سلطان                      | ۲۰۰۹۵                      | خراسان رضوی                | ۱۳۸۹/۷/۱۱                  |
| ۴۴                         | تندوره                         | ۹۲۷۵                       | خراسان رضوی                | ۱۳۶۱/۶/۲۱                  |
| ۴۵                         | تنگ بستانک                     | ۱۵۳۰۱                      | فارس                       | ۱۳۷۸/۱۰/۱۵                 |
| ۴۶                         | تنگ صیاد                       | ۲۲۳۲۸                      | چهارمحال و بختیاری         | ۹۷/۰۵/۰۱                   |
| ۴۷                         | توران                          | ۱۰۳۰۱۶۶                    | سمنان                      | ۱۳۵۵/۵/۶                   |
| ۴۸                         | جاجرود                         | ۵۴۹۲۴                      | تهران                      | ۱۳۶۱/۶/۲۱                  |
| ۴۹                         | جزایر فارور                    | ۲۸۷۷                       | هرمزگان                    | ۶۶/۰۳/۲۰                   |
| ۵۰                         | جنگل ابر                       | ۱۰۴۹۶                      | سمنان                      | ۹۳/۱۰/۲۹                   |
| ۵۱                         | جنگل خواجه                     | ۳۸۵۳۲                      | خراسان رضوی                | ۱۳۸۶/۱۱/۱۲                 |
| ۵۲                         | جهان‌نما                        | ۳۳۳۵۶                      | گلستان                     | ۱۳۵۲/۹/۲۰                  |
| ۵۳                         | چاراویماق                      | ۷۵۷۹۳                      | آذربایجان شرقی             | ۹۹/۱۱/۰۶                   |
| ۵۴                         | چاه کوچه                       | ۶۴۶۱۰                      | کرمان                      | ۹۷/۰۵/۰۱                   |
| ۵۵                         | چل‌چمه و سارال                  | ۸۰۹۱۶                      | کردستان                    | ۹۸/۱۰/۱۵                   |
| ۵۶                         | چنار                           | ۱۵۰۲۹                      | مرکزی                      | ۹۹/۱۱/۰۶                   |
| ۵۷                         | چهارباغ                        | ۱۹۵۰۹                      | مازندران                   | ۱۳۸۰/۷/۲۵                  |
| ۵۸                         | چهل پا                         | ۱۶۶۵۵                      | خوزستان                    | ۹۹/۱۱/۰۶                   |
| ۵۹                         | حرا                            | ۸۷۰۳۲                      | هرمزگان                    | ۱۳۶۱/۶/۲۱                  |
| ۶۰                         | حرای گابریک و جاسک شرقی و غربی | ۲۸۵۱۵                      | هرمزگان                    | ۹۱/۵/۳                     |
| ۶۱                         | حرا رود گز                     | ۲۷۳۶۱                      | هرمزگان                    | ۹۰/۱۱/۶                    |
| ۶۲                         | حرای تیاب و میناب              | ۷۸۷۷۱                      | هرمزگان                    | ۹۰/۱۱/۶                    |
| ۶۳                         | حرای خوران                     | ۲۵۷۹                       | هرمزگان                    | ۹۱/۵/۳                     |
| ۶۴                         | حله                            | ۴۴۸۹۵                      | بوشهر                      | ۱۳۵۵/۵/۶                   |
| ۶۵                         | خامین                          | ۲۵۵۸۵                      | کهگیلویه و بویراحمد        | ۱۳۷۸/۷/۲۵                  |
| ۶۶                         | خانگرمز                        | ۸۸۰۳                       | همدان                      | ۱۳۸۰/۷/۲۵                  |
| ۶۷                         | خیبوس و انجیل سی               | ۴۰۰۴                       | مازندران                   | ۱۳۷۸/۱۰/۱۵                 |
| ۶۸                         | دالانکوه                       | ۳۷۳۲۲                      | اصفهان                     | ۹۹/۱۱/۰۶                   |
| ۶۹                         | درمیان و سربیشه                | ۸۳۷۳۰                      | خراسان جنوبی               | ۹۷/۰۵/۰۱                   |
| ۷۰                         | دربادام                        | ۳۰۵۵۷                      | خراسان رضوی                | ۱۳۸۵/۱/۱۹                  |
| ۷۱                         | درونه                          | ۵۹۸۵۷                      | خراسان رضوی                | ۱۳۸۵/۱/۱۹                  |
| ۷۲                         | دز                             | ۱۷۸۴۶                      | خوزستان                    | ۱۳۴۷/۹/۱۲                  |
| ۷۳                         | دنا                            | ۶۷۹۵۶                      | کهگیلویه و بویراحمد        | ۱۳۶۹/۱۲/۷                  |
| ۷۴                         | دنای شرقی                      | ۳۴۶۲۳                      | کهگیلویه و بویراحمد        | ۱۳۸۰/۷/۲۵                  |
| ۷۵                         | دهج                            | ۹۷۷۳۰                      | کرمان                      | ۹۷/۰۵/۰۶                   |
| ۷۶                         | دیزمار                         | ۶۹۹۲۹                      | آذربایجان شرقی             | ۹۹/۱۱/۰۶                   |
| ۷۷                         | دیمه                           | ۱۱۲۸۸                      | خوزستان                    | ۹۹/۱۱/۰۶                   |
| ۷۸                         | دینارکوه                       | ۴۱۴۶۳                      | ایلام                      | ۱۳۸۰/۷/۲۵                  |
| ۷۹                         | رودخانه تجن                    | ۷۴۱۱                       | خراسان رضوی                | ۱۳۹۱/۲/۳۱                  |
| ۸۰                         | رودخانه جاجرود                 | ۸۰۷۹                       | تهران                      | ۱۳۴۶/۷/۱۳                  |
| ۸۱                         | رودخانه چالوس                  | ۱۳۸۰۲                      | مازندران                   | ۱۳۴۶/۷/۱۳                  |
| ۸۲                         | رودخانه سردآبرود               | ۴۲۱۹                       | مازندران                   | ۱۳۴۶/۷/۱۳                  |
| ۸۳                         | رودخانه هراز                   | ۴۰۷۷                       | مازندران                   | ۱۳۴۶/۷/۱۳                  |
| ۸۴                         | رودخانه کرج                    | ۸۴۶۷                       | البرز                      | ۱۳۴۶/۷/۰۶                  |
| ۸۵                         | رودخانه کشف‌رود                 | ۱۹۳۹۲                      | خراسان رضوی                | ۱۳۹۱/۲/۳۱                  |
| ۸۶                         | رئیسی                          | ۷۲۱۴                       | خراسان رضوی                | ۱۳۸۵/۱/۱۹                  |
| ۸۷                         | زاو                            | ۱۲۸۹۹                      | گلستان                     | ۸۰/۰۷/۲۵                   |
| ۸۸                         | زرین‌کوه                        | ۳۲۸۲۴                      | خراسان رضوی                | ۱۳۹۱/۲/۳۱                  |
| ۸۹                         | ساریگل                         | ۲۱۳۷۲                      | خراسان شمالی               | ۱۳۸۱/۳/۲۱                  |
| ۹۰                         | سالوک                          | ۱۱۷۱۷                      | خراسان شمالی               | ۱۳۸۱/۳/۲۱                  |
| ۹۱                         | سبزکوه                         | ۵۱۱۷۰                      | چهارمحال و بختیاری         | ۹۷/۰۴/۱۲                   |
| ۹۲                         | سراج                           | ۵۱۸۹۷                      | هرمزگان                    | ۱۳۸۹/۹/۲۲                  |
| ۹۳                         | سرانی                          | ۱۸۲۳۳                      | خراسان شمالی               | ۱۳۵۰/۴/۲۷                  |
| ۹۴                         | سرخ‌آباد                        | ۱۲۲۰۲۵                     | زنجان                      | ۱۳۷۵/۱۱/۲۷                 |
| ۹۵                         | سرولات و جواهردشت              | ۲۱۳۱۲                      | گیلان                      | ۱۳۷۸/۱۰/۱۵                 |
| ۹۶                         | سعدی                           | ۳۷۳۰۶                      | کرمان                      | ۹۷/۰۵/۰۶                   |
| ۹۷                         | سفیدکوه                        | ۶۹۳۸۹                      | لرستان                     | ۱۳۶۹/۱۲/۷                  |
| ۹۸                         | سنگ مس                         | ۱۲۹۹۲                      | کرمان                      | ۹۷/۰۵/۰۶                   |
| ۹۹                         | سهند                           | ۶۶۳۳۰                      | آذربایجان شرقی             | ۹۷/۰۹/۱۵                   |
| ۱۰۰                        | سولک                           | ۲۳۲۴                       | کهگیلویه و بویراحمد        | ۱۳۷۸/۷/۲۵                  |
| ۱۰۱                        | سیاه‌کشیم                       | ۴۵۱۴                       | گیلان                      | ۱۳۶۱/۶/۲۱                  |
| ۱۰۲                        | سیاه‌کوه                        | ۱۲۴۲۹۶                     | یزد                        | ۱۳۸۰/۷/۲۵                  |
| ۱۰۳                        | سیاه‌رود رودبار                 | ۲۸۳۵۲                      | گیلان                      | ۹۶/۱۲/۰۲                   |
| ۱۰۴                        | سیرخون                         | ۴۷۹۴۸                      | خراسان رضوی                | ۱۳۹۱/۲/۳۱                  |
| ۱۰۵                        | سیوک                           | ۱۲۸۵۲                      | کهگیلویه و بویراحمد        | ۹۹/۱۱/۰۶                   |
| ۱۰۶                        | شاداب‌کوه                       | ۳۲۲۴۵                      | لرستان                     | ۹۹/۱۱/۰۶                   |
| ۱۰۷                        | شاسکوه و اسفدن                 | ۷۰۰۶۴                      | خراسان جنوبی               | ۹۷/۰۵/۰۱                   |
| ۱۰۸                        | شالو و منگشت                   | ۱۳۱۰۲                      | خوزستان                    | ۱۳۷۸/۱۰/۱۵                 |
| ۱۰۹                        | شراء                           | ۱۰۷۱۳                      | همدان                      | ۹۹/۱۱/۰۶                   |
| ۱۱۰                        | شش رودبار                      | ۷۹۲۳                       | مازندران                   | ۱۳۸۰/۷/۲۵                  |
| ۱۱۱                        | شیدا                           | ۲۱۹۷۹                      | چهارمحال و بختیاری         | ۹۷/۰۵/۰۱                   |
| ۱۱۲                        | شیله                           | ۶۵۲۱                       | سیستان و بلوچستان          | ۱۳۷۸/۱۰/۱۵                 |
| ۱۱۳                        | شیمبار و حوزه دریاچه سد کارون  | ۵۴۰۲۱                      | خوزستان                    | ۱۳۷۸/۱۰/۱۵                 |
| ۱۱۴                        | صوفی‌چای                        | ۱۳۱۵۰                      | آذربایجان شرقی             | ۹۹/۱۱/۰۶                   |
| ۱۱۵                        | طارم                           | ۸۱۳۲۰                      | هرمزگان                    | ۹۹/۱۱/۰۶                   |
| ۱۱۶                        | طارم سفلی                      | ۴۷۴۳۴                      | قزوین                      | ۹۵/۱۲/۲۴                   |
| ۱۱۷                        | طالو و شیربند                  | ۴۰۸۳۹                      | سمنان                      | ۹۹/۱۱/۰۶                   |
| ۱۱۸                        | عبدالرزاق                      | ۳۸۵۹۵                      | کردستان                    | ۱۳۸۶/۱۱/۱۲                 |
| ۱۱۹                        | فیله‌خاصه                       | ۵۴۲۵۵                      | زنجان                      | ۹۹/۱۱/۰۶                   |
| ۱۲۰                        | قالی‌کوه                        | ۱۱۱۷۳۶                     | لرستان                     | ۹۹/۱۱/۰۶                   |
| ۱۲۱                        | قرچغه                          | ۳۱۳۰۲                      | خراسان رضوی                | ۱۳۸۶/۱۱/۱۲                 |
| ۱۲۲                        | قرخود                          | ۴۴۶۵۷                      | خراسان شمالی               | ۹۶/۱۲/۲                    |
| ۱۲۳                        | قلاجه                          | ۴۲۸۴۸                      | کرمانشاه                   | ۱۳۷۸/۱۰/۱۵                 |
| ۱۲۴                        | قمصر و بزرک                    | ۵۹۷۸۴                      | اصفهان                     | ۹۹/۱۱/۰۶                   |
| ۱۲۵                        | قوریگل                         | ۵۵۸                        | آذربایجان شرقی             | ۹۹/۱۱/۰۶                   |
| ۱۲۶                        | قیصری                          | ۹۸۱۶                       | چهارمحال و بختیاری         | ۹۷/۰۵/۰۱                   |
| ۱۲۷                        | کاغذ کنان                      | ۵۱۸۳۴                      | آذربایجان شرقی             | ۹۹/۱۱/۰۶                   |
| ۱۲۸                        | کالمند و بهادران               | ۲۳۰۱۸۱                     | یزد                        | ۹۹/۱۱/۰۶                   |
| ۱۲۹                        | کاوده                          | ۷۶۸۶۵                      | تهران                      | ۹۸/۰۴/۲۵                   |
| ۱۳۰                        | کبیرکوه                        | ۱۷۸۸۵                      | ایلام                      | ۱۳۸۰/۷/۲۵                  |
| ۱۳۱                        | کرایی                          | ۶۱۴۹۶                      | خوزستان                    | ۱۳۸۶/۱۱/۱۲                 |
| ۱۳۲                        | کرخه                           | ۸۳۲۶                       | خوزستان                    | ۱۳۵۴/۵/۲۱                  |
| ۱۳۳                        | کرکس                           | ۱۱۳۶۸۷                     | اصفهان                     | ۱۳۸۶/۱۱/۱۲                 |
| ۱۳۴                        | کمرسرخ                         | ۵۲۸۰                       | خراسان جنوبی               | ۹۸/۴/۲۵                    |
| ۱۳۵                        | کهیاز                          | ۹۲۰۲۴                      | اصفهان                     | ۹۹/۱۱/۰۶                   |
| ۱۳۶                        | کوسالان و شاهو                 | ۶۴۷۴۰                      | کردستان                    | ۸۸/۱۲/۲۴                   |
| ۱۳۷                        | کولک                           | ۴۵۱۹۸                      | ایلام                      | ۱۳۸۹/۹/۲۳                  |
| ۱۳۸                        | کوه آسیاب کوهبنان              | ۱۱۸۷۰                      | کرمان                      | ۹۷/۰۵/۰۶                   |
| ۱۳۹                        | کوه باز                        | ۳۳۳۸۵                      | هرمزگان                    | ۹۹/۱۱/۰۶                   |
| ۱۴۰                        | کوه بافق                       | ۸۸۲۴۸                      | یزد                        | ۱۳۷۵/۱۱/۲۷                 |
| ۱۴۱                        | کوه بزنگان                     | ۷۳۵۸۸                      | خراسان رضوی                | ۱۳۸۹/۷/۱۱                  |
| ۱۴۲                        | کوه بیرک                       | ۷۵۳۸۷                      | سیستان و بلوچستان          | ۱۳۷۸/۱۰/۱۵                 |
| ۱۴۳                        | کوه پوزک                       | ۴۶۶۳۴                      | سیستان و بلوچستان          | ۱۳۷۸/۱۰/۱۵                 |
| ۱۴۴                        | کوه جوپار                      | ۵۱۸۸۲                      | کرمان                      | ۹۷/۰۵/۰۶                   |
| ۱۴۵                        | کوه خیز و کوه سرخ              | ۳۰۵۵۸                      | کهگیلویه و بویراحمد        | ۲۳/ ۱۳۷۷/۱۰                |
| ۱۴۶                        | کوه دیل                        | ۱۰۳۷۳                      | کهگیلویه و بویراحمد        | ۱۳۸۰/۷/۲۵                  |
| ۱۴۷                        | کوه شیر                        | ۱۳۴۰۰                      | کرمان                      | ۹۶/۱۲/۰۲                   |
| ۱۴۸                        | کوه کشار                       | ۲۹۴۱۴                      | هرمزگان                    | ۹۰/۱۱/۶                    |
| ۱۴۹                        | کوه هماگ                       | ۱۰۱۰۷۲                     | هرمزگان                    | ۹۹/۱۱/۰۶                   |
| ۱۵۰                        | کویر                           | ۲۴۸۷۲۰                     | تهران                      | ۱۳۶۱/۶/۲۱                  |
| ۱۵۱                        | گدار                           | ۲۱۱                        | آذربایجان غربی             | ۹۹/۱۱/۰۶                   |
| ۱۵۲                        | گرزمی                          | ۱۲۵۷۱                      | خراسان رضوی                | ۱۳۸۹/۷/۱۱                  |
| ۱۵۳                        | گشت رودخان و سیاه‌مزگی          | ۳۹۶۱۳                      | گیلان                      | ۱۳۷۸/۱۰/۱۵                 |
| ۱۵۴                        | گلپرآباد                       | ۸۳۲۷                       | همدان                      | ۱۳۸۶/۱۱/۱۲                 |
| ۱۵۵                        | گنو                            | ۴۳۶۱۲                      | هرمزگان                    | ۱۳۸۹/۹/۲۲                  |
| ۱۵۶                        | لشکردر                         | ۱۵۴۸۱                      | همدان                      | ۱۳۸۶/۱۱/۱۲                 |
| ۱۵۷                        | لوه                            | ۶۳۸۳                       | گلستان                     | ۱۳۷۸/۱۰/۱۵                 |
| ۱۵۸                        | لیسار                          | ۳۱۱۳۵                      | گیلان                      | ۹۶/۱۲/۰۲                   |
| ۱۵۹                        | مارز                           | ۲۱۵۳۰۷                     | کرمان                      | ۱۳۸۹/۹/۲۹                  |
| ۱۶۰                        | ماله گاله                      | ۵۲۰۴۴                      | فارس                       | ۹۷/۰۹/۱۷                   |
| ۱۶۱                        | مانشت و قلارنگ                 | ۳۰۳۷۷                      | ایلام                      | ۱۳۷۵/۱۱/۲۷                 |
| ۱۶۲                        | مراکان                         | ۱۰۴۹۱۲                     | آذربایجان غربی             | ۹۷/۰۹/۱۵                   |
| ۱۶۳                        | مظفری                          | ۹۲۶۵۵                      | خراسان جنوبی               | ۱۳۸۶/۱۱/۱۲                 |
| ۱۶۴                        | مغان                           | ۳۵۵۳۵                      | اردبیل                     | ۹۹/۱۱/۰۶                   |
| ۱۶۵                        | ملوسان                         | ۹۲۰۳                       | همدان                      | ۹۹/۱۱/۰۶                   |
| ۱۶۶                        | مند                            | ۳۳۱۴۴                      | بوشهر                      | ۱۳۸۵/۱/۱۹                  |
| ۱۶۷                        | میان‌جنگل                       | ۵۵۰۹۸                      | فارس                       | ۹۷/۰۹/۱۷                   |
| ۱۶۸                        | میرآباد                        | ۱۱۴۵۳                      | آذربایجان غربی             | ۹۷/۰۹/۱۵                   |
| ۱۶۹                        | میشداغ                         | ۵۴۷۴۲                      | خوزستان                    | ۹۹/۱۱/۰۶                   |
| ۱۷۰                        | هراز                           | ۱۵۵۵۲                      | مازندران                   | ۱۳۸۰/۷/۲۵                  |
| ۱۷۱                        | هرمد                           | ۲۰۹۳۵۴                     | فارس                       | ۹۶/۱۲/۰۲                   |
| ۱۷۲                        | هفت‌شهیدان                      | ۹۷۶۶                       | خوزستان                    | ۱۳۸۰/۷/۲۵                  |
| ۱۷۳                        | هفتادقله                       | ۹۷۲۷۱                      | مرکزی                      | ۱۳۶۶/۷/۷                   |
| ۱۷۴                        | سیاه‌کوه هلالی                  | ۱۱۹۶۶۷                     | خراسان رضوی                | ۹۹/۱۱/۰۶                   |
| ۱۷۵                        | هلن                            | ۳۸۶۶۵                      | چهارمحال و بختیاری         | ۹۷/۰۴/۳۱                   |
| ۱۷۶                        | هنگام                          | ۳۱۶۲۴                      | خراسان رضوی                | ۱۳۸۶/۱۱/۱۲                 |
| ۱۷۷                        | هورالعظیم                      | ۱۱۹۸۳۷                     | خوزستان                    | ۹۹/۱۱/۰۶                   |
| ۱۷۸                        | چلچلی                          | ۳۹۲۷۴                      | گلستان                     | ۹۹/۱۱/۰۶                   |
| ۱۷۹                        | واز                            | ۹۶۵۸                       | مازندران                   | ۱۳۸۰/۷/۲۵                  |
| ۱۸۰                        | ورجین                          | ۲۶۹۹۷                      | تهران                      | ۱۳۶۱/۶/۲۱                  |
| ۱۸۱                        | یاری قاری                      | ۷۲۲۱۳                      | آذربایجان شرقی             | ۹۹/۱۱/۰۶                   |